# Temples de Tin Hau à Hong Kong

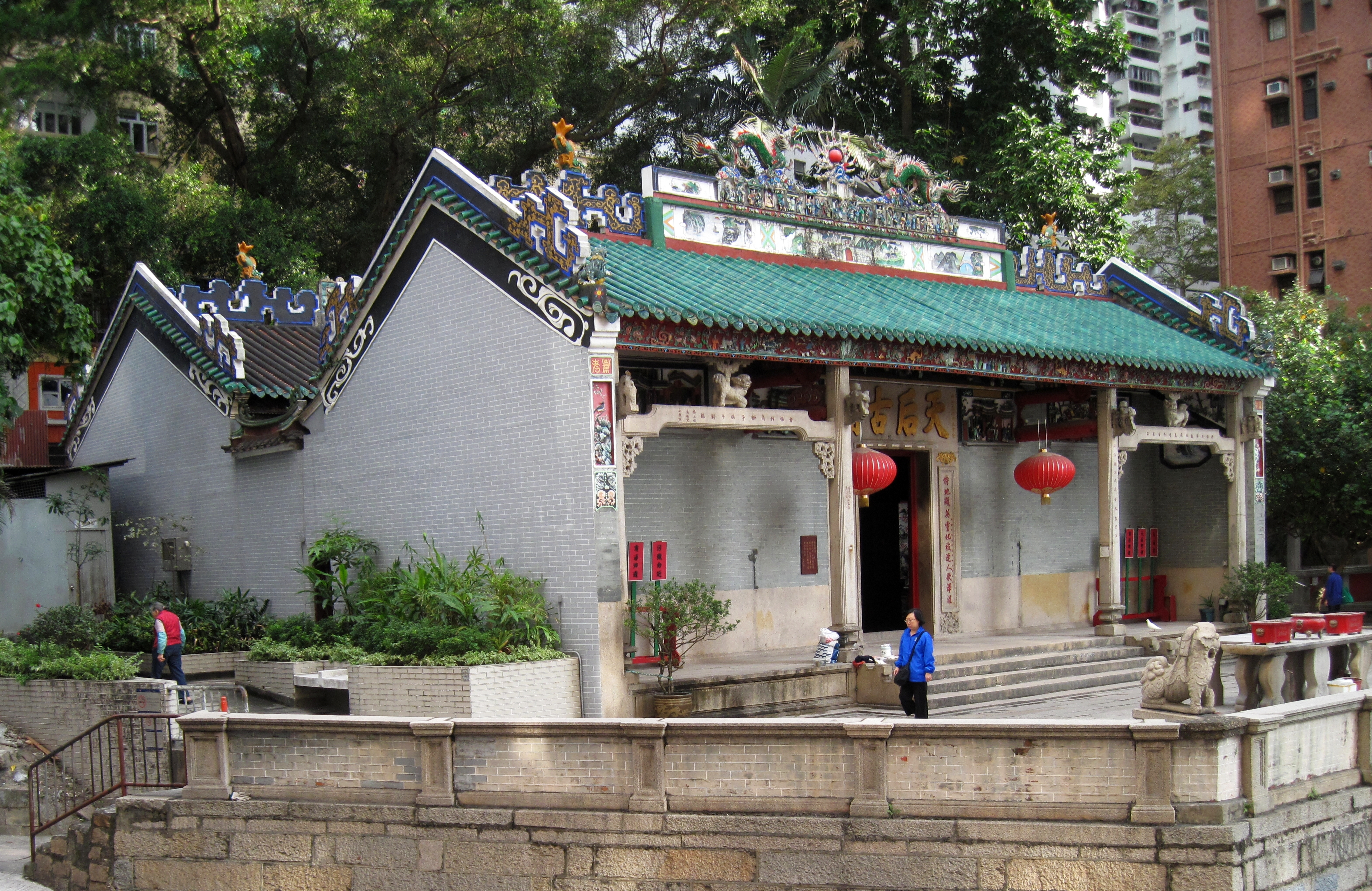
Temple de Tin Hau,, Causeway Bay

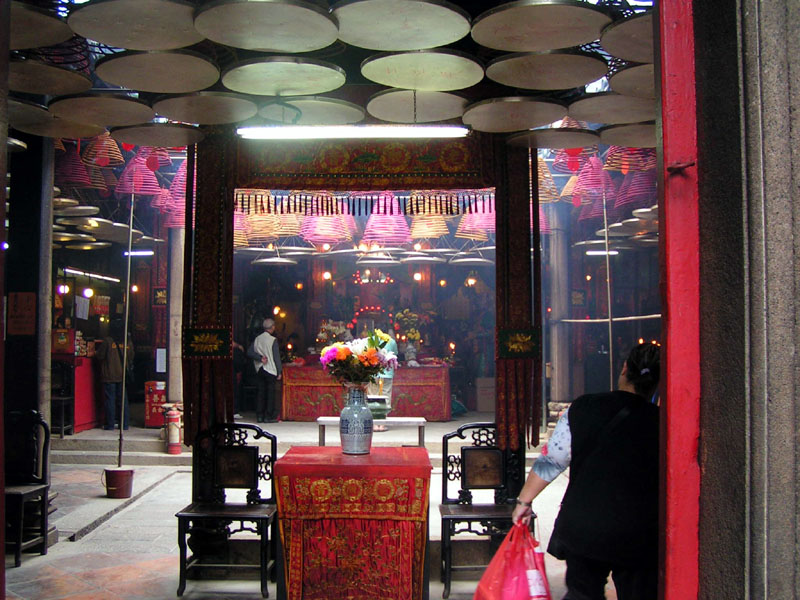
Temple de Tin Hau, Yung Shue Tau, Yau Ma Tei

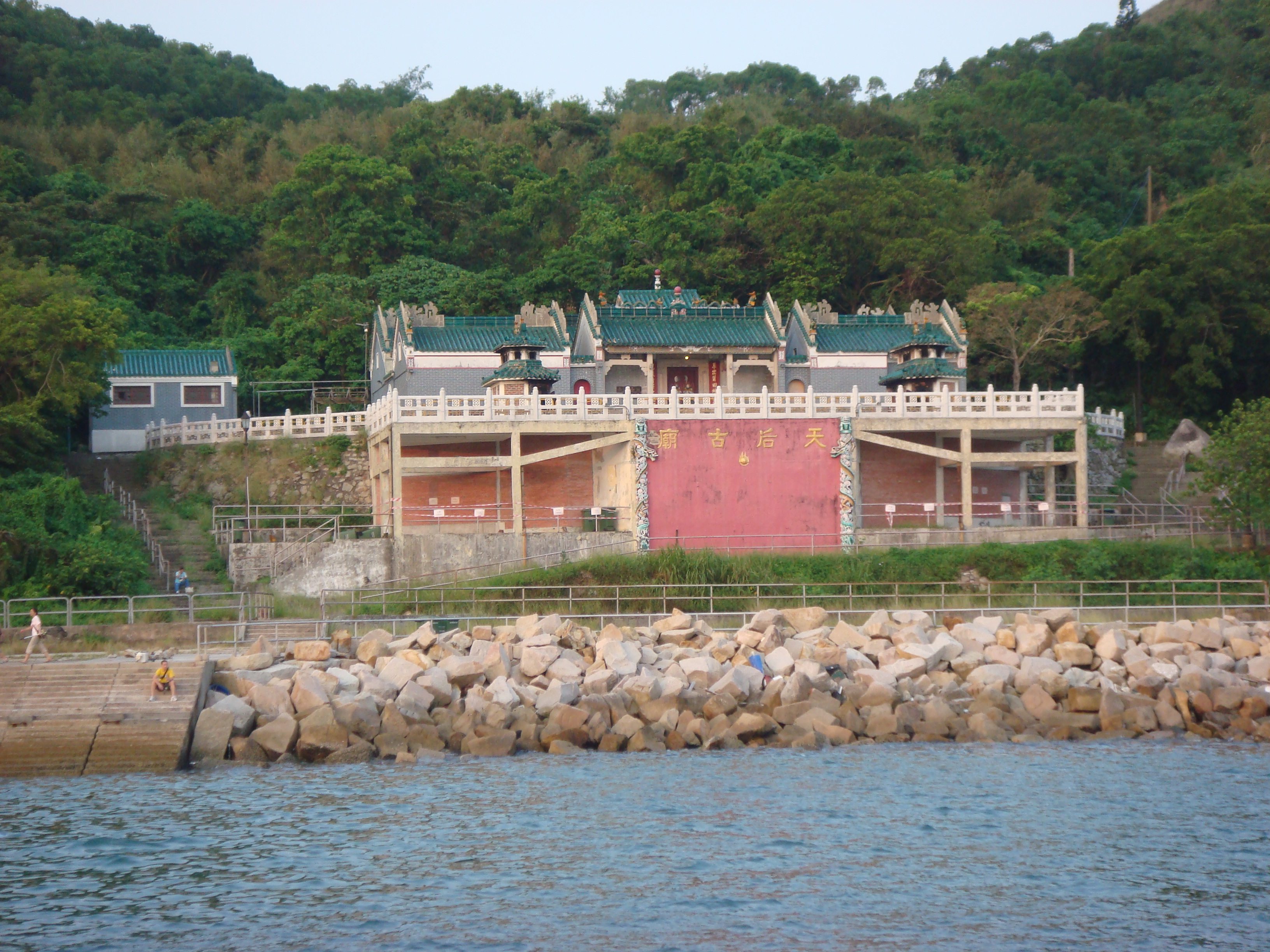
Temple de Tin Hau, Joss House Bay

Les temples de Tin Hau à Hong Kong sont dédiés à Tin Hau (Mazu). Plus de cent temples sont dédiés (au moins partiellement) à Tin Hau à Hong Kong. Une liste de ces temples figure ci-dessous.

## Temples notables

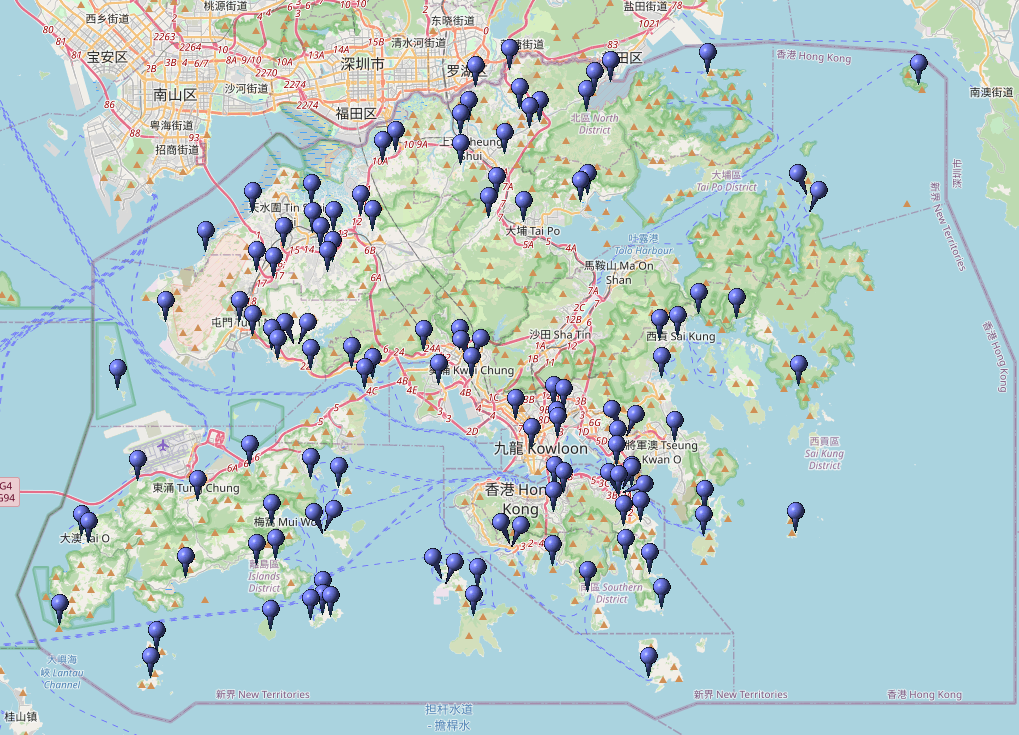
Emplacement des temples de Tin Hau à Hong Kong

Les temples de Tin Hau les plus célèbres de Hong Kong sont les suivants :
- Le temple de Tin Hau (en) situé au 10 Tin Hau Temple Road (en) à Causeway Bay, à l'est du parc Victoria, dans l'Eastern sur l'île de Hong Kong. C'est un monument déclaré[1]. Le temple a donné son nom à la station de métro qui le dessert (Island Line), puis au quartier voisin de Tin Hau (zh).
- Le temple de Tin Hau (en) à Yau Ma Tei est également célèbre à Hong Kong. La place publique de Yung Shue Tau (zh-yue) où il est situé, est entourée par le populaire marché de nuit de Temple Street (zh).
- Le temple de Tin Hau de la baie de Joss House (en) est considéré comme le plus sacré de Hong Kong. Construit en 1266, c'est le plus ancien et le plus grand temple de Tin Hau de Hong Kong[2]. C'est un bâtiment historique de niveau I.

## Festivités
Deux temples organisent une grande parade maritime tous les dix ans pour célébrer la fête de Tin Hau (天后誕 ; Tiānhòudàn) : le temple de Tin Hau de Leung Shuen Wan (High Island) et le temple de Tin Hau de Tap Mun (en),.
La célébration au temple de Tin Hau de la baie de Joss House rassemble chaque année entre 40 000 et 50 000 personnes. Une autre grande célébration a lieu au temple de Tai Shua Ha dans le district de Yuen Long.

## Dieux gardiens

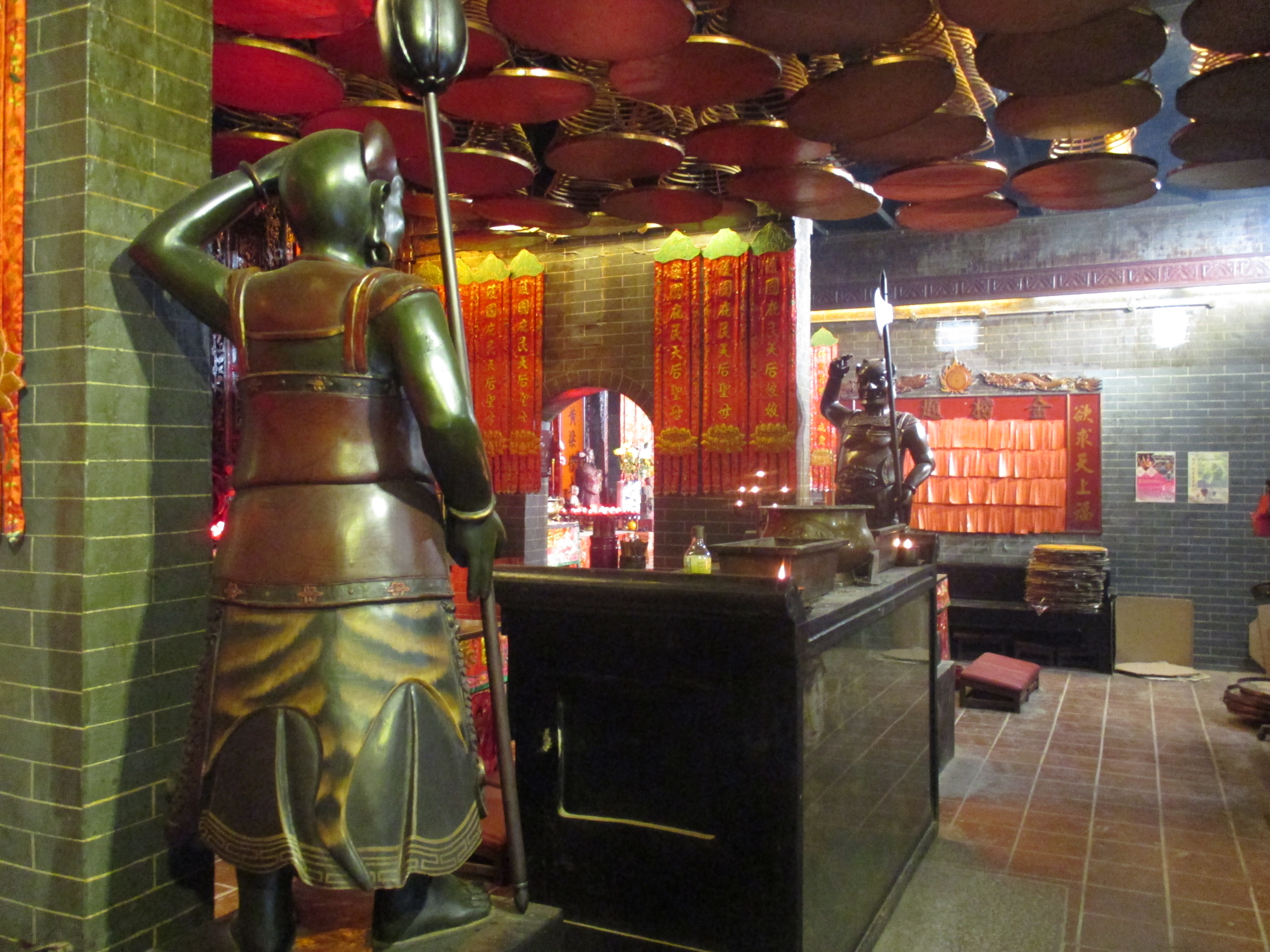
Statues de Shun Fung Yi et Chin Lei Ngan dans le temple de Shau Kei Wan Tin Hau.

Dans les grands temples chinois, les statues de deux dieux gardiens se trouvent de part et d'autre de l'autel principal. Dans le cas des temples de Tin Hau, ces gardiens sont toujours les deux frères démons Chin Lei Ngan(千里眼 ; « celui du millier de li ») et Shun Fung Yi (順風耳 ; « Celui qui entend tout »).

## Liste par district
Note 1 : Sauf indication contraire, généralement en italique, Tin Hau est la divinité principale des temples énumérés ci-dessous.
Note 2 : Une réévaluation des bâtiments historiques à l'échelle du territoire est en cours. Les notes indiquées dans le tableau sont basées sur ces mises à jour   (8 juin 2023). Les temples ayant le statut « non classé » dans le tableau ci-dessous ne sont pas classés et ne figurent pas dans la liste des bâtiments historiques considérés pour le classement.

### Eastern District
| Emplacement | Notes | Statut           | Références | Photographie |
| --- | --- | ---------------- | ---------- | ------------ |
| No. 53, Shau Kei Wan Main Street East, Shau Kei Wan (zh) 22° 16′ 48″ N, 114° 13′ 50″ E                                                                                       | Temple de Tin Hau de Shau Kei Wan (zh) (筲箕灣天后廟) Le temple d'origine, construit en, est détruit par un cyclone en 1872. Un nouveau temple est érigé sur le site l'année suivante, en 1873. Situé à l'origine sur une pente, sa façade fait face à la mer. Rénové en 1876, 1902, 1920, 1948 et 2005. Géré par le Chinese Temples Committee (en). L'intérieur du temple peut être visité via Google Street View (en). | Niveau II        |            |              |
| No. 26A, A Kung Ngam Village Lane, A Kung Ngam (en), Shau Kei Wan (zh) 22° 16′ 56″ N, 114° 14′ 00″ E                                                                         | Temple de Yuk Wong (en), ou Yuk Wong Kung Din (玉皇宮殿), ou encore Yuk Wong Bo Din (玉皇寶殿) Dédié à l'Empereur de jade. Dédié en partie à Tin Hau : autel sur le côté gauche de l'autel principal. Géré par le Chinese Temples Committee (en). L'intérieur du temple peut être visité via Google Street View (en). | Non listé        |            |              |
| Sur le brise-lames principal de l'abri anti-typhon de Shaukeiwan (en). Il n'est accessible que par bateau 22° 17′ 05″ N, 114° 13′ 58″ E                                      | Temple de Tin Hau Temple et temple de Kwun Yum (望海觀音古廟) Construit en 2006. | Non listé        |            |              |
| Anciennement sur une petite île à l'intérieur de l'ancien abri contre les typhons d'Aldrich Bay (zh), Shau Kei Wan (zh) 22° 16′ 53″ N, 114° 13′ 48″ E (emplacement originel) | Temple d'Hoi Shum (海心廟) Construit en 1845 pour le culte de Tin Hau. Il est démoli dans les années 1980 lorsque l'abri contre les typhons a été remplacé par un terre-plein. Certains des piliers et des pierres de fondation du temple sont aujourd'hui conservés dans le temple de Shing Wong à Shau Kei Wan. | Non listé Démoli |            |              |
| Fei Tsui Road (翡翠道), Chai Wan (en) 22° 15′ 40″ N, 114° 14′ 04″ E | Temple de Tin Hau de Chai Wan (柴灣天后廟) | Non listé        |            |              |
| Off San Ha Street (新廈街), Lok Kang Po (樂耕埔), Siu Sai Wan (zh), Chai Wan (en) 22° 15′ 50″ N, 114° 14′ 44″ E                                                              | Temple de Tin Hau de Lok Kang Po (樂耕埔天后廟) À cet emplacement depuis 1967. | Non listé        |            |              |

### Islands District
| Emplacement | Notes | Statut      | Références | Photographie |
| --- | --- | ----------- | ---------- | ------------ |
| Près de Pak She San Tsuen, Cheung Chau Wan, Île de Cheung Chau 22° 12′ 47″ N, 114° 01′ 39″ E                                                          | Temple de Tin Hau de Pak She (zh) (長洲北社天后廟) Situé à 100 m au nord-ouest du temple de Pak Tai. Situé dans le périmètre de la maison de retraite Chung Shak Hei. Le temple a probablement été construit vers 1767 | Niveau II   |            |              |
| Chung Hing Street (Tai Shek Hau), Île de Cheung Chau 22° 12′ 17″ N, 114° 01′ 38″ E                                                                    | Temple de Tin Hau de Tai Shek Hau (zh-yue) (大石口天后宮) Construit peu avant la 4e année du règne de Tongzhi (1865) de la dynastie Qing | Niveau II   |            |              |
| Sai Wan, Île de Cheung Chau 22° 12′ 05″ N, 114° 01′ 08″ E                                                                                             | Temple de Tin Hau de Sai Wan (zh-yue) (西灣天后宮) Situé à l'ouest de Sai Wan (Western Bay), à la pointe sud-ouest de l'île. Construit peu avant 1929. | Niveau III  |            |              |
| Nord de Morning Beach, Nam Tam Wan (南氹灣), Île de Cheung Chau 22° 12′ 13″ N, 114° 01′ 59″ E                                                         | Temple de Tin Hau de Nam Tam Wan (長洲南氹灣天后廟) | Non listé   |            |              |
| Pak She Street, Tung Wan, Île de Cheung Chau 22° 12′ 45″ N, 114° 01′ 40″ E                                                                            | Temple de Yuk Hui (en), ou temple de Pak Tai Partiellement dédié à Tin Hau : autel à droite de l'autel principal. Géré par le Chinese Temples Committee (en). L'intérieur du temple peut être visité via Google Street View (en). | Niveau I    |            |              |
| Fan Lau Miu Wan, Fan Lau (en), Île de Lantau 22° 11′ 54″ N, 113° 50′ 49″ E                                                                            | Temple de Tin Hau de Fan Lau (zh-yue) (分流天后古廟) Construit au début de la dynastie Qing. Reconstruit en 1820 Réparé en 1820, 1928, 1976. | Niveau III  |            |              |
| Yi O (en) (二澳), Île de Lantau Emplacement non confirmé.                                                                                             | Listé avec la note « pas d'information » dans Distribution of temples on Lantau Island as recorded in 1979, dans le Journal of the Royal Asiatic Society Hong Kong Branch. | Non listé   |            |              |
| San Tsuen (新村), Tai O 22° 15′ 01″ N, 113° 52′ 01″ E                                                                                                 | Temple de Temple de Tai O San Tsuen (zh) (大澳新村天后廟), ou Temple de Tin Hau de Yim Tin Tin (鹽田天后古廟) Construit en 1644, au début de la période Qing, réparé en 1838, 1892, 1895, 1946 et 1972. | Niveau II   |            |              |
| Kat Hing Back Street, Tai O 22° 15′ 17″ N, 113° 51′ 44″ E                                                                                             | Temple de Tin Hau de Kat Hing Back Street (zh-yue) (大澳吉慶後街天后廟) Adjacent au temple de Kwan Tai (côté droit). Construit en 1772. | Niveau III  |            |              |
| Sha Lo Wan (en), Île de Lantau 22° 17′ 23″ N, 113° 54′ 01″ E                                                                                          | Temple de Tin Hau de Sha Lo Wan (沙螺灣天后宮) Construit en 1919. Situé à gauche du temple Ba Kong, dédié à Hung Shing. Un mur relie les deux temples sur la façade. (Vu de face, le temple de Tin Hau se trouve à droite). | Niveau zéro |            |              |
| Chek Lap Kok (赤鱲角新村), Wong Lung Hang Road, Tung Chung, Île de Lantau 22° 16′ 37″ N, 113° 56′ 30″ E                                               | Temple de Tin Hau de Chek Lap Kok (zh-yue) (東涌赤鱲角天后宮), ou Temple de Tin Hau de Tung Chung (東涌天后宮) Construit en 1823 au nord-est de Chek Lap Kok. L'ensemble du temple a été construit en granit extrait sur l'île. Restauré en 1978. Détruit en 1991 en raison de la construction du nouvel aéroport, puis reconstruit en 1994 à son emplacement actuel,. | Niveau II   |            |              |
| Tai Ho Wan (en), Île de Lantau 22° 17′ 57″ N, 113° 58′ 38″ E                                                                                          | Temple de Tin Hau de Tai Wong (天后大王宮) | Non listé   |            |              |
| Tai Pak (大白), Île de Lantau Emplacement inconnu, peut être à Discovery Bay                                                                          | Inscrit avec la mention « pas d'information » dans le Distribution of temples on Lantau Island de 1979, du Journal of the Royal Asiatic Society Hong Kong Branch. | Non listé   |            |              |
| Nim Shue Wan (en), Île de Lantau 22° 17′ 27″ N, 114° 01′ 08″ E                                                                                        | Temple de Tin Hau de Nim Shue Wan (稔樹灣村天后大宮) Construit en 1920. La statue de Tin Hau est déplacée à Peng Chau par les villageois durant l'occupation japonaise,. | Niveau zéro | pic        |              |
| Luk Tei Tong (en), Mui Wo, Île de Lantau 22° 15′ 43″ N, 113° 59′ 33″ E                                                                                | Temple de Tin Hau de Luk Tei Tong (鹿地塘天后元君古廟) | Non listé   |            |              |
| Shap Long Chung Hau (en) (十塱涌口), Chi Ma Wan (zh), Île de Lantau 22° 14′ 23″ N, 113° 59′ 43″ E                                                     | Temple de Tin Hau de Shap Long (十塱天后廟) Reconstruit en 1951. | Non listé   | pic        |              |
| Chi Ma Wan Road (le long du Sentier Lantau, étape 12), Ham Tin Kau Tsuen (鹹田舊村), Ham Tin, Pui O (en), Île de Lantau 22° 14′ 12″ N, 113° 58′ 55″ E | Temple de Tin Hau de Pui O (貝澳天后宮) Construit sous la dynastie Ming, reconstruit en 1798 et restauré en 1947, 1974 et 1995. | Non listé   |            |              |
| Tong Fuk (en), Île de Lantau 22° 13′ 34″ N, 113° 56′ 03″ E                                                                                            | Temple de Tin Hau de Tong Fuk (塘福天后廟) | Non listé   |            |              |
| Shui Hau (en), Île de Lantau 22° 13′ 07″ N, 113° 55′ 33″ E                                                                                            | Temple de Tin Hau de Shui Hau (水口天后宮) | Non listé   |            |              |
| No. 1A Yung Shue Wan Main Street, Yung Shue Wan (en), Île de Lamma 22° 13′ 28″ N, 114° 06′ 40″ E                                                      | Temple de Tin Hau de Yung Shue Wan (zh-yue) (南丫島榕樹灣天后古廟) Construit peu avant la 2e année du règne de Guangxu (1876) de la dynastie Qing. Le temple a la particularité d'être gardé par deux lions occidentaux. Ils ont remplacé les lions chinois d'origine qui avaient été endommagés dans les années 1960.                                                 | Niveau III  |            |              |
| O Tsai (澳仔), Yung Shue Wan (en), Île de Lamma 22° 13′ 39″ N, 114° 06′ 32″ E                                                                         | Temple de Tin Hau d'O Tsai (澳仔天后廟) | Non listé   |            |              |
| Sok Kwu Wan (en), Île de Lamma 22° 12′ 14″ N, 114° 07′ 51″ E                                                                                          | Temple de Tin Hau de Sok Kwu Wan (zh) (索罟灣天后宮) Probablement construit entre 1826 et 1868. | Niveau zéro |            |              |
| Luk Chau (en), Île de Lamma 22° 13′ 16″ N, 114° 08′ 01″ E                                                                                             | Temple de Tin Hau de Luk Chau (南丫島鹿洲天后古廟) Probablement construit à la fin de la dynastie Qing (1644-1911). | Niveau zéro |            |              |
| Nos. 69A & 69B, Wing On Street, Île de Peng Chau 22° 17′ 08″ N, 114° 02′ 18″ E                                                                        | Temple de Tin Hau de Peng Chau (zh) (坪洲天后宮) Construit en 1792. Géré par le Chinese Temples Committee (en). L'intérieur du temple peut être exploré via Google Street View (en). | Niveau II   |            |              |
| Île de Po Toi 22° 09′ 51″ N, 114° 15′ 04″ E | Temple de Tin Hau de l'île de Po Toi (蒲台島天后廟) Restauré en 1893. | Niveau zéro |            |              |
| Tai A Chau, Îles Soko (en) 22° 09′ 52″ N, 113° 54′ 35″ E                                                                                              | Temple de Tin Hau de Tai A Chau Construit en 1828. Le comité du village de Tong Fuk (en) a contribué à sa rénovation en 2000. | Non listé   |            |              |
| Siu A Chau (en), Îles Soko (en) 22° 10′ 53″ N, 113° 54′ 48″ E                                                                                         | | Non listé   | pic        |              |
| Hei Ling Chau (en) 1) Ancien emplacement 2) Emplacement actuel : 22° 15′ 29″ N, 114° 01′ 42″ E 22° 15′ 23″ N, 114° 01′ 40″ E                          | Il y a deux temples de Tin Hau sur l'île. L'un a été construit en 1925 et transformé en entrepôt. Le temple actuel a été construit en 1985. | Non listé   | Former     |              |
| Shek Kwu Chau (en) 22° 11′ 39″ N, 113° 59′ 31″ E | | Non listé   |            |              |

### Kowloon City
| Emplacement                                                                                    | Notes | Statut     | Références                         | Photographie |
| ---------------------------------------------------------------------------------------------- | --- | ---------- | ---------------------------------- | ------------ |
| Derrière la Lok Tai House, Résidence de Lok Fu (en), Lok Fu (en) 22° 20′ 13″ N, 114° 11′ 09″ E | Temple de Tin Hau de Lok Fu (慈德社天后古廟 ou 老虎岩(樂富)天后聖母古廟) | Non listé  |                                    |              |
| No. 49 Ha Heung Road, To Kwa Wan (zh) 22° 19′ 02″ N, 114° 11′ 20″ E                            | Temple de Tin Hau de To Kwa Wan (zh) (土瓜灣天后廟) Construit en 1885. Le temple abrite également la statue de Lung Mo, qui a été transférée ici en 1964, lorsque le temple d'Hoi Sham Island (en) a été démoli à la suite de la poldérisation,. Géré par le Chinese Temples Committee (en). L'intérieur du temple peut être visité via Google Street View (en). | Niveau III |                                    |              |
| 1/F, 40 Pak Tai Street, To Kwa Wan (zh) 22° 19′ 16″ N, 114° 11′ 18″ E                          | Bâtiment démolit en 2016. Wah Kwong Tak Yan Tong (華光得因堂). Situé dans un immeuble résidentiel et commercial. Partiellement dédié à Tin Hau. | Non listé  | Image : site de l'ancien bâtiment. |              |

### Kwai Tsing
| Emplacement | Notes | Statut      | Références | Photographie |
| --- | --- | ----------- | ---------- | ------------ |
| Chung Mei (en), Île Tsing Yi 22° 21′ 02″ N, 114° 06′ 26″ E                                                                                             | Temple de Tin Hau de Tsing Yi (青衣天后古廟) Les festivités de Tin Hau à Tsing Yi dure du 1er au 5e jour du 4e mois lunaire tous les ans. Le temple était à l'origine situé près de Tsing Yi Tong. Lors de la poldérisation de Tsing Yi, il a été déplacé à Ha Ko Tan (下高灘), aujourd'hui près du village de Chung Mei Lo Uk. | Non listé   |            |              |
| Près d'Ha Kwai Chung Tsuen (下葵涌村), à Kwai Chung (en). Situé le long de Kwai Chung Road (en) et de Kwai Fong Terrace. 22° 21′ 20″ N, 114° 07′ 46″ E | Temple de Tin Hau de Kwai Chung (葵涌天后廟) Construit avant 1828, le temple d'origine a été déplacé sur le site actuel en 1966 pour faire place à la poldérisation du port de Kwai Chung. | Niveau zéro |            |              |
| En face de Chui Kwai House, Kwai Chung Estate (en), Tai Wo Hau Road, à Tai Wo Hau (en) 22° 22′ 01″ N, 114° 07′ 45″ E                                   | Temple de Tin Hau de Tai Wo Hau (大窩口天后廟) | Non listé   |            |              |
| Près de Yan Kwai House, Kwai Chung Estate (en), Tai Wo Hau (en) 22° 21′ 58″ N, 114° 07′ 42″ E                                                          | Temple de Kwai Chung Fu Tak (葵涌福德堂) En partie dédié à Tin Hau. | Non listé   |            |              |

### Kwun Tong
| Emplacement | Notes | Statut     | Références | Photographie |
| --- | --- | ---------- | ---------- | ------------ |
| Ma Wan Tsuen (馬環村), Lei Yue Mun (en) (Kowloon) 22° 17′ 11″ N, 114° 14′ 23″ E                                                              | Temple de Tin Hau de Lei Yue Mun (zh) (鯉魚門天后廟) Construit en 1753, il est entièrement rénové en 1953. | Niveau III |            |              |
| Cha Kwo Ling Road, Cha Kwo Ling (en) 22° 17′ 58″ N, 114° 13′ 47″ E                                                                           | Temple de Tin Hau de Cha Kwo Ling (zh) (茶果嶺天后廟) Initialement construit dans le village de Cha Kwo Ling sous la dynastie Qing, il est déplacé sur Cha Kwo Ling Road en 1941, et a été restauré en. Ouvre officiellement en 1948. Géré par le Chinese Temples Committee (en). L'intérieur du temple peut être visité via Google Street View (en). | Niveau III |            |              |
| Rehab Path, près de Lei Yue Mun Road (en), sur une colline entre Kwun Tong et Lam Tin (en). 22° 18′ 31″ N, 114° 13′ 48″ E                    | Temple de Tin Hau et Temple de Sam Shan Kwok Wong (zh), Kwun Tong (三山國王古廟 (觀塘), 觀塘復康徑三山國王廟, 茜草灣三山國王古廟) | Non listé  |            |              |
| Po Lam Road (zh), près de la jonction avec Sau Mau Ping Road, Sau Mau Ping (zh). Proche de Po Tat Estate (en). 22° 19′ 07″ N, 114° 14′ 08″ E | Temple d'Hoi Kwok Tin Hau Shing Mo (海國天后聖母廟) La cérémonie d'ouverture a eu lieu le 24 novembre 2012. | Non listé  |            |              |
| Sau Mau Ping Road, Sau Mau Ping (zh). 22° 19′ 18″ N, 114° 13′ 56″ E                                                                          | Temple d'Hoi Kwok Tin Hau (海國天后古廟) Partie d'un complexe construit en 1964 sans l'approbation du gouvernement. Démolie en 2008 pour faire place au On Tat Estate (en). | Non listé  |            |              |

### North District
| Location | Notes | Status      | References | Photographs |
| --- | --- | ----------- | ---------- | ----------- |
| No. 41 Hung Kiu San Tsuen (紅橋新村), Sheung Shui (en) 22° 31′ 05″ N, 114° 07′ 39″ E                            | Temple de Tin Hau de Hung Kiu San Tsuen (紅橋新村天后廟) Construit pour le culte de Tin Hau, il protégeait les navires qui naviguaient sur la rivière Ng Tung (en), reliée à Starling Inlet (zh). Il est reconstruit en 1962. | Niveau zéro |            |             |
| Wai Loi Tsuen, Sheung Shui Wai (en), Sheung Shui (en) Élément #221 sur la carte : 22° 30′ 34″ N, 114° 07′ 20″ E | Entièrement rénové et doté d'une structure moderne. | Non listé   |            |             |
| Ping Kong (en), Sheung Shui (en) 22° 29′ 25″ N, 114° 07′ 20″ E                                                  | Temple de Tin Hau de Ping Kong (上水丙岡村天后宮) Au sein d'un village fortifié. Le temple figure dans le film de Jackie Chan Project A (1983).                                                                               | Non listé   |            |             |
| Lung Yeuk Tau, Fanling 22° 29′ 51″ N, 114° 09′ 10″ E                                                            | Temple de Tin Hau de Lung Yeuk Tau (zh) (粉嶺龍躍頭天后宮) Situé le long du sentier de Lung Yeuk Ta, à côté du Tang Chung Ling Ancestral Hall (en).                                                                           | Déclaré     |            |             |
| Ho Pa Tsuen (河壩村), entre Hung Leng (en) et Kan Tau Tsuen (en), Fanling 22° 30′ 50″ N, 114° 10′ 10″ E         | Temple de Tin Hau de Ho Pa Tsuen (河壩村天后廟) | Non listé   |            |             |
| No. 72 Ping Che (en), Ta Kwu Ling (en) 22° 31′ 34″ N, 114° 09′ 45″ E                                            | Temple de Tin Hau de Ping Yuen (zh-yue) (坪源天后古廟) Probablement construit en 1756. Le temple est flanqué de deux bâtiments : le Ping Yuen Community Hall (à droite), et le Sing Ping She Memorial Hall (à gauche).        | Niveau III  |            |             |
| Muk Wu Tsuen (en), Ta Kwu Ling (en) 22° 32′ 24″ N, 114° 07′ 58″ E                                               | Temple de Tin Hau de Muk Wu (木湖村天后廟) Construit autour de 1912-1913. | Niveau III  |            |             |
| Ta Kwu Ling San Tsuen (打鼓嶺新村), Ta Kwu Ling (en) 22° 32′ 26″ N, 114° 08′ 51″ E                              | Temple de Tin Hau de Ta Kwu Ling San Tsuen (打鼓嶺新村天后廟) | Non listé   |            |             |
| Chuk Yuen (en) (竹園), Ta Kwu Ling (en) 22° 32′ 43″ N, 114° 09′ 17″ E                                           | | Non listé   |            |             |
| Tsung Yuen Ha (en) (松園下), Ta Kwu Ling (en) 22° 33′ 02″ N, 114° 09′ 20″ E                                     | Temple de Tin Hau de Tsung Yuen Ha | Non listé   |            |             |
| Nga Yiu (en) (瓦窰), Ta Kwu Ling (en) 22° 32′ 29″ N, 114° 08′ 14″ E (emplacement incertain)                     | | Non listé   |            |             |
| Wu Shek Kok (en), Sha Tau Kok (zh) 22° 32′ 11″ N, 114° 12′ 52″ E                                                | Temple de Tin Hau de Wu Shek Kok (烏石角天后宮) Adjacent au temple de Hip Tin. Restauré dans les années 1960 | Non listé   |            |             |
| Sud-ouest de Tam Shui Hang (en), Sha Tau Kok (zh) 22° 32′ 39″ N, 114° 13′ 17″ E                                 | Temple de Tin Hau de Tam Shui Hang (担水坑天后宮 ou Temple de Tin Hau de l'association Sam Wo (沙頭角三和堂天后宮) | Non listé   |            |             |
| Yim Liu Ha (en), Sha Tau Kok (zh) 22° 32′ 36″ N, 114° 13′ 31″ E                                                 | Temple de Tin Hau de Yim Liu Ha (鹽寮下村天后廟) Restauré dans les années 1990. | Non listé   |            |             |
| Off Luk Keng Road, Nam Chung (en) 22° 31′ 28″ N, 114° 12′ 32″ E                                                 | Temple de Tin Hau de Nam Chung (南涌天后宮) Partie du complexe du temple de Tin Hau, Nam Chung. Le complexe de temples comprend également un temple à Kwun Yam et un sanctuaire au Roi-dragon.                                | Non listé   |            |             |
| Sai Ho (西澳), île de Kat O (en) 22° 32′ 53″ N, 114° 17′ 30″ E                                                  | Temple de Tin Hau de Kat O (zh) (吉澳天后宮) Probablement construit en 1763,. | Niveau III  |            |             |

### Sai Kung
| Emplacement | Notes | Statut      | Références                                                   | Photographie |
| --- | --- | ----------- | ------------------------------------------------------------ | ------------ |
| Baie de Joss House (en) (大廟灣 ; Tai Miu Wan) 22° 16′ 14″ N, 114° 17′ 24″ E                                                 | Temple de Tin Hau de la baie de Joss House (佛堂門天后古廟) Géré par le Chinese Temples Committee (en). L'intérieur du temple peut être visité via Google Street View (en). | Déclaré     |                                                              |              |
| Tin Chau Road, Tin Ha Wan Village (en) (田下灣村), Hang Hau (zh) 22° 18′ 51″ N, 114° 16′ 09″ E                               | Temple de Tin Hau de Hang Hau (zh) (坑口天后廟) Construit vers 1840. | Niveau III  |                                                              |              |
| Leung Shuen Wan Chau (High Island), Sai Kung District 22° 21′ 00″ N, 114° 21′ 15″ E                                          | Temple de Tin Hau de Leung Shuen Wan (zh-yue) (糧船灣天后廟) Probablement construit en 1741. Il est situé sur le site côtier d'origine et est orienté selon les principes du feng shui. | Niveau III  |                                                              |              |
| Po Tung Road (普通道), Sai Kung 22° 22′ 52″ N, 114° 16′ 15″ E                                                                | Temple de Tin Hau (zh) et d'Hip Tin (西貢墟天后古廟及協天宮) Construit dans les années 1910-1920. | Niveau II   |                                                              |              |
| Off Tai Mong Tsai Road, Wong Keng Tei (en) (黃麖地), Pak Tam Chung (en), péninsule de Sai Kung 22° 23′ 35″ N, 114° 18′ 43″ E | Temple de Tin Hau de Wong Keng Tei (黃麖地天后古廟 ou Temple de Tin Hau de Tsam Chuk Wan (en) (斬竹灣天后廟) | Non listé   |                                                              |              |
| Off Tai Mong Tsai Road, Tso Wo Hang (en), péninsule de Sai Kung 22° 23′ 45″ N, 114° 17′ 08″ E                                | Temple de Tin Hau de Tso Wo Hang (早禾坑天后古廟) | Non listé   |                                                              |              |
| Pak Kong (en), péninsule de Sai Kung 22° 22′ 47″ N, 114° 15′ 32″ E                                                           | Construit avant 1872. Le temple est situé sur un feng shui marquant la limite orientale de la zone résidentielle du village. | Non listé   |                                                              |              |
| Nam Wai (en), Hebe Haven (en) 22° 21′ 18″ N, 114° 15′ 36″ E                                                                  | Temple de Tin Hau de Nam Wai (南圍天后古廟) | Non listé   |                                                              |              |
| Île de South Ninepin (Archipel de Ninepin (zh)) 22° 15′ 24″ N, 114° 21′ 08″ E                                                | | Non listé   | Note : situé au sommet de la colline au centre de l'image => |              |
| Nam Tong (南堂), Tung Lung Chau (en) 22° 15′ 18″ N, 114° 17′ 22″ E                                                           | Temple d'Hung Shing de Tung Lung Chau Temple dédié à Hung Shing (en). En partie dédié à Tin Hau. Construit avant 1931. Kwun Yam et Tin Hau se trouvent respectivement dans les autels des chambres gauche et droite. Un grand rocher, appelé Holy Rock (聖石) par les fidèles, saillie sur le mur arrière de la chambre droite. | Niveau zéro |                                                              |              |

### Sha Tin
| Emplacement                                         | Notes                                      | Statut    | Références | Photographie |
| --------------------------------------------------- | ------------------------------------------ | --------- | ---------- | ------------ |
| Ma On Shan Tsuen (en) 22° 24′ 38″ N, 114° 14′ 00″ E | Temple de Tin Hau de Shing Mo (天后聖母廟) | Non listé |            |              |
| Ma On Shan Tsuen (en) 22° 24′ 35″ N, 114° 14′ 03″ E | Temple de Tin Hau (天后古媽廟)             | Non listé |            |              |

### Sham Shui Po
| Emplacement | Notes | Statut     | Références | Photographie |
| --- | --- | ---------- | ---------- | ------------ |
| No.180-184 Yee Kuk Street (醫局街), au coin de Kweilin Street (en), Sham Shui Po 22° 19′ 42″ N, 114° 09′ 35″ E | Temple de Tin Hau de Sham Shui Po (zh) (深水埗天后廟) Érigé en 1901. Géré par le Chinese Temples Committee (en). L'intérieur du temple peut être visité via Google Street View (en). | Niveau III |            |              |

### Southern District
| Emplacement                                                                               | Notes | Statut      | Références | Photographie |
| ----------------------------------------------------------------------------------------- | --- | ----------- | ---------- | ------------ |
| No. 182 Aberdeen Main Road (en), Aberdeen 22° 14′ 59″ N, 114° 09′ 21″ E                   | Temple de Tin Hau d'Aberdeen (zh) (石排灣天后廟) Construit en 1851. Géré par le Chinese Temples Committee (en). L'intérieur du temple peut être visité via Google Street View (en). | Niveau III  |            |              |
| Sud de Yuk Fai House (旭暉閣), Yue Fai Court (en), Aberdeen 22° 14′ 53″ N, 114° 09′ 23″ E | Temple de Tin Hau (香港仔龜齡天后宮) Construit vers 1955. | No, listé   |            |              |
| Middle Island (en) 22° 14′ 08″ N, 114° 11′ 08″ E                                          | Détruit par le typhon Hato le 23 août 2017. | Non listé   |            |              |
| Stanley Plaza, Stanley Main Street, Stanley 22° 13′ 08″ N, 114° 12′ 34″ E                 | Temple de Tin Hau de Stanley (zh) (赤柱天后廟) Construit en 1767. Géré par le Kaifong (zh) de Stanley par délégation du Chinese Temples Committee (en).                             | Niveau zéro |            |              |
| No. 219 Lan Nai Wan (en), Shek O (en) 22° 14′ 23″ N, 114° 14′ 07″ E                       | Lin Hok Sin Koon (蓮鶴仙觀) Partiellement dédié à Tin Hau. | Non listé   |            |              |
| No. 333 Shek O Village, Shek O (en) 22° 13′ 50″ N, 114° 15′ 08″ E                         | Temple de Tin Hau de Shek O (zh) (石澳天后廟) Probablement construit avant 1891. | Niveau III  |            |              |
| Cap d'Aguilar (鶴咀) 22° 12′ 30″ N, 114° 15′ 36″ E (emplacement incertain)                | | Non listé   |            |              |

### Tai Po
| Emplacement | Notes | Statut      | Références | Photographie |
| --- | --- | ----------- | ---------- | ------------ |
| No. 39 Ting Kok Road, Tai Po Kau Hui (en) 22° 27′ 16″ N, 114° 09′ 57″ E                                                            | Temple de Tin Hau de Tai Po Kau Hui (zh) (大埔舊墟天后宮) Construit en 1691. À gauche du temple de Tin Hau se trouve le temple de Hip Tin, dédié à Kwan Tai. Sur sa droite se trouve le temple de Tam Sin (譚仙宮) où Tam Kung (en) était vénéré. Le temple de Tam Sin a été transformé en temple de Shui Yuet (水月宮) dédié à Guanyin au milieu des années 2010.  | Niveau III  |            |              |
| Tsz Tong Tsuen (zh) (祠堂村), Tai Hang (zh), Tai Po 22° 28′ 11″ N, 114° 08′ 48″ E                                                  | Temple de Tin Hau et de Man Tai (天后宮及文帝古廟) Le temple de Tin Hau est adjacent au temple de Man Tai. Ils ont été construits respectivement en 1727 et 1884. | Niveau zéro |            |              |
| Fong Ma Po (en), Lam Tsuen (en) 22° 27′ 25″ N, 114° 08′ 30″ E                                                                      | Temple de Tin Hau de Fong Ma Po Près des arbres de vœux de Lam Tsuen (en). Probablement construit entre 1768 et 1771. Le temple est endommagé par le typhon Dot (en) en 1964 et par un incendie en 1965. Il est rénové en profondeur en 1967. | Niveau II   |            |              |
| Wai Tau Tsuen (en), Lam Tsuen (en) 22° 27′ 44″ N, 114° 08′ 52″ E                                                                   | Sanctuaire routier dédié à Tin Hau. | Non listé   |            |              |
| Secteur de Shuen Wan à Plover Cove (en), à côté de Kei Shan Kok entre Wai Ha (en) et Ha Tei Ha (en). 22° 28′ 01″ N, 114° 12′ 15″ E | L'un des trois temples du complexe de Sam Kung (三宮廟). Les autres sont un temple de Hip Tin, dédié à Kwan Tai (Guan Yu), et un temple confucéen. Les temples de Sam Kung ont été détruits par un typhon en 1936, et reconstruits en 2009. | Non listé   |            |              |
| Po Sam Pai (en) (布心排) 22° 28′ 16″ N, 114° 12′ 35″ E (emplacement incertain)                                                     | | Non listé   |            |              |
| Ko Lau Wan (en), nord de la péninsule de Sai Kung 22° 27′ 37″ N, 114° 21′ 40″ E                                                    | Temple de Tin Hau de Ko Lau Wan | Non listé   |            |              |
| Ha Wai (下圍), Tap Mun Chau (en) 22° 28′ 17″ N, 114° 21′ 36″ E                                                                     | Temple de Tin Hau de Tap Mun (zh-yue) (塔門天后古廟) Le complexe comprend trois temples répartis dans deux bâtiments : le premier est un temple dédié à Tin Hau, construit en 1737, auquel une annexe a été ajoutée par la suite, abritant un temple de Kwan Tai. Sur sa gauche, le Shui Yuet Kung (en), construit en 1788, est dédié à Kwun Yam et au dieu du Sol. | Niveau II   |            |              |
| Port Island (en) 22° 30′ 03″ N, 114° 21′ 25″ E                                                                                     | Temple de Tin Hau de Port Island (赤州天后廟) | Non listé   |            |              |
| Sha Tau (沙頭), Ping Chau (en) 22° 32′ 29″ N, 114° 26′ 12″ E                                                                       | Temple de Tin Hau Temple de Sha Tau Construit en 1765. Deux autres divinités sont vénérées sur ses autels latéraux : Hung Shing (en) et Tai Sui (zh). | Niveau III  |            |              |

### Tsuen Wan
| Emplacement | Notes | Statut      | Références | Photographie |
| --- | --- | ----------- | ---------- | ------------ |
| Wai Tsuen Road, Tsuen Wan. Situé à l'est de Luk Yeung Sun Chuen (en), à côté du bloc J. 22° 22′ 23″ N, 114° 07′ 17″ E     | Temple de Tin Hau de Tsuen Wan (zh) (荃灣天后宮) Construit en 1721 durant le règne de Kangxi (1661–1722) de la dynastie Qing. | Niveau II   |            |              |
| Yau Kom Tau (en), Po Fung Road, Tsuen Wan 22° 22′ 21″ N, 114° 05′ 49″ E                                                   | Temple de Tin Hau de Yau Kom Tau (油柑頭天后宮) Le village de Yau Kom Tau est créé en 1864. Il est déplacé à son emplacement actuel en 1984, à la suite du développement du métro. Le temple est une maison en pierre à un étage. Il se trouve à côté du comité rural du village de Yau Kom Tau, sur une terrasse construite avec des rochers. | Non listé   |            |              |
| Dragon Beach (青龍灣), au large de Castle Peak Road, Tsing Lung Tau (zh) 22° 21′ 42″ N, 114° 03′ 00″ E                    | Temple de Tin Hau | Non listé   |            |              |
| Nos. 56-58 Castle Peak Road, Tsing Lung Tau (zh) 22° 21′ 41″ N, 114° 02′ 50″ E                                            | Temple de Tin Hau de Tsing Lung Tau (青龍頭天后宮) Construit avant 1889. | Niveau zéro |            |              |
| No. 38 Ma Wan Main Street, Ma Wan 22° 20′ 55″ N, 114° 03′ 23″ E                                                           | Temple de Tin Hau de Kap Shui Mun à Ma Wan Il est restauré en 1860. | Niveau III  |            |              |
| Côte occidentale de Ma Wan, au sud-ouest de Ma Wan Main Street Village South (馬灣大街村南) 22° 21′ 01″ N, 114° 03′ 25″ E | Temple de Tin Hau de Ma Wan (馬湾天后古廟) Construit en 2022. | Non listé   |            |              |
| Pak Wan (北灣), Ma Wan 22° 21′ 16″ N, 114° 03′ 43″ E                                                                      | Temple de Tin Hau de Pak Wan à Ma Wan Récemment restauré. Il aurait été construit à l'origine par le pirate Cheung Po Tsai. | Non listé   |            |              |

### Tuen Mun
| Emplacement | Notes | Statut      | Références | Photographie |
| --- | --- | ----------- | ---------- | ------------ |
| Tsing Chuen Wai (en), Lam Tei (en) 22° 25′ 22″ N, 113° 58′ 58″ E                                                                                                 | Temple de Tin Hau de Tsing Chuen Wai | Non listé   |            |              |
| Tsing Chuen Wai (en), Lam Tei (en) 22° 25′ 22″ N, 113° 58′ 56″ E                                                                                                 | Sanctuaire de Tsing Chuen Wai Sanctuaire d'un village fortifié. Tin Hau, Kwan Tai et un fonctionnaire Qing sont vénérés dans le sanctuaire du village. | Non listé   |            |              |
| Adjacent au bureau du village de Fuk Hang Tsuen, Fuk Hang Tsuen (en) (福亨村), Lam Tei (en) 22° 24′ 59″ N, 113° 59′ 19″ E                                        | Temple de Tin Hau de Fuk Hang Tsuen (福亨村天后宮) | Non listé   |            |              |
| Fuk Hang Tsuen Path (福亨村徑), Fuk Hang Tsuen (en) (福亨村), Lam Tei (en) 22° 25′ 06″ N, 113° 59′ 39″ E                                                         | Temple de Tin Hau de Fuk Hang Tsuen Path (福亨村徑天后宮) Le temple est construit en 1958, restauré en 1983, et reconstruit en 2015. | Non listé   |            |              |
| Tin Hau Road, Tuen Mun 22° 23′ 26″ N, 113° 58′ 14″ E | Temple de Tin Hau d'Hau Kok Tin (en) (后角天后廟 ou 口角天后古廟). Le temple se trouve au bord du canal de Tuen Mun (en). À la suite de la poldérisation, le temple est aujourd'hui entouré d'usines. | Niveau zéro |            |              |
| Castle Peak Road, à l'opposé de Sam Shing Estate (en), Sam Shing Hui (en), Tuen Mun 22° 22′ 54″ N, 113° 58′ 45″ E                                                | Temple de Sam Chau Ma de Castle Peak (青山三洲媽廟) | Non listé   |            |              |
| Le long de Castle Peak Road, proche du Hong Kong Gold Coast (en) 22° 22′ 24″ N, 113° 59′ 32″ E                                                                   | Temple de Tin Hau de So Kwun Tan (屯門掃管灘天后廟) | Non listé   |            |              |
| Yu Chui Street, So Kwun Tan (en) 22° 21′ 59″ N, 113° 59′ 48″ E                                                                                                   | Temple de Tin Hau de Siu Sau Tsuen (小秀村天后廟) | Non listé   |            |              |
| So Kwun Wat Tsuen Road, So Kwun Wat (en) Tsuen 22° 22′ 37″ N, 114° 00′ 27″ E                                                                                     | Temple de Tin Hau de So Kwun Wat (掃管笏天后古廟) | Non listé   |            |              |
| No. 21 So Kwun Wat (en) San Tsuen (掃管笏新村) 22° 22′ 37″ N, 114° 00′ 37″ E                                                                                     | | Non listé   |            |              |
| Tai Lam Kok (大欖角), Tai Lam Chung (en). Situé le long de Castle Peak Road à partir du Maritime Services Training Institute (en). 22° 21′ 37″ N, 114° 01′ 09″ E | Temple de Tin Hau de Tai Lam Kok (屯門大欖角天后古廟) Construit en 1924, il a fait l'objet d'une importante rénovation en 1955. Il a ensuite été démoli et reconstruit sur le même site en 2006-2007. | Niveau zéro |            |              |
| Au col de l'Eastern White Tiger (東白虎坳) ou Ma Neung Au (媽娘坳, après le temple), le long du Sentier ancien de Yuen Tsuen (en). 22° 24′ 15″ N, 114° 02′ 33″ E | Temple de Ma Neung (Temple de Tin Hau) (媽娘廟) (天后廟) La statue de Tin Hau est placée au centre de l'autel. Les statues des autres divinités sont placées à droite et à gauche. Le temple fait partie d'un ensemble de trois temples construits par les villageois au nord de l'actuel réservoir de Tai Lam Chung (en), sur les routes principales menant à Tin Fu Tsai (en) et au village de Tai Hang (大坑村) et Kan Uk Tei (en) avec la volonté que leurs déplacements sur les marchés se fassent en toute sécurité. Les deux autres temples sont le temple de Kwan Tai et le temple Pak Kung (伯公廟) ou temple de White Tiger Pass (白虎坳廟). | Non listé   |            |              |
| Pak Long (北朗), Lung Kwu Tan (en) 22° 23′ 27″ N, 113° 55′ 11″ E                                                                                                 | | Non listé   |            |              |
| Sha Chau (en) 22° 20′ 52″ N, 113° 53′ 13″ E | Temple de Tin Hau de Sha Chau Probablement construit en 1846. Restauré en 1998. | Niveau zéro |            |              |

### Wan Chai
| Emplacement | Notes | Statut      | Références | Photographie |
| --- | --- | ----------- | ---------- | ------------ |
| No. 10, Tin Hau Temple Road (en), Causeway Bay 22° 16′ 56″ N, 114° 11′ 34″ E                                              | Temple de Tin Hau de Causeway Bay (en) (銅鑼灣天后廟) | Déclaré     |            |              |
| No. 9, Blue Pool Road (en), à l'intersection de Ventris Road, Wong Nai Chung (Happy Valley) 22° 16′ 12″ N, 114° 11′ 10″ E | Temple de Tin Hau d'Happy Valley (黃泥涌天后宮) Le temple de Tam Kung, ainsi que le temple de Tin Hau situé à l'arrière, a été déplacé de l'ancien village de Wong Nai Chung au site actuel en 1901 pour permettre le réaménagement d'Happy Valley. Géré par le Chinese Temples Committee (en). Le temple peut être visité via Google Street View (en). | Niveau zéro |            |              |
| Amarré à l'abri anti-typhon de Causeway Bay (en) 22° 17′ 10″ N, 114° 11′ 12″ E                                            | Temple flottant de Tin Hau (zh) (水上三角天后廟) Il était amarré à l'abri anti-typhon de Causeway Bay en 1955. Un nouveau temple a été construit sur la terre ferme, à la suite de la poldérisation (en). | Non listé   |            |              |
| Sur les côtes de l'abri anti-typhon de Causeway Bay (en) 22° 17′ 07″ N, 114° 11′ 24″ E                                    | Sanctuaire de la paix du dieu Tin Hau de Triangular Island (zh) (水上三角天后廟) Temple construit sur la terre ferme, remplaçant le temple flottant de Tin Hau, à la suite de la poldérisation (en). | Non listé   |            |              |

### Wong Tai Sin
| Emplacement                                           | Notes | Statut     | Références | Photographie |
| ----------------------------------------------------- | --- | ---------- | ---------- | ------------ |
| Nga Tsin Wai Tsuen (en) 22° 20′ 06″ N, 114° 11′ 35″ E | Temple de Tin Hau de Nga Tsin Wai Tsuen (衙前圍村天后廟) Sanctuaire d'un village fortifié. Construit avant 1732. | Niveau III |            |              |

### Yau Tsim Mong
| Emplacement                                                       | Notes | Statut  | Références | Photographie |
| ----------------------------------------------------------------- | --- | ------- | ---------- | ------------ |
| Temple Street (zh), Yau Ma Tei (en) 22° 18′ 36″ N, 114° 10′ 14″ E | Temple de Tin Hau de Yau Ma Tei (en) Le complexe comprend une rangée de cinq temples adjacents : un temple de Tin Hau, un temple de Shing Wong, un temple de Kwun Yum, de Shea Tan et de Hsu Yuen. Les temples de Shea Tan et de Hsu Yuen abritaient des salles d'études, en activité jusqu'en 1955. Géré par le Groupe d'hôpitaux de Tung Wah (en) par délégation du Chinese Temples Committee (en). | Déclaré |            |              |

### Yuen Long
| Emplacement | Notes | Statut     | Références | Photographie |
| --- | --- | ---------- | ---------- | ------------ |
| Près de Tai Shu Ha Road, Tai Kei Leng (en)/Nga Yiu Tau (en), Shap Pat Heung (en) 22° 25′ 43″ N, 114° 02′ 03″ E | Appelé le Temple de Tin Hau de Tai Shu Ha (zh) (大樹下天后廟), il doit son nom au fait qu'il soit situé sous un arbre. Probablement construit en 1786. La célébration de l'anniversaire de Tin Hau ayant lieu dans ce temple est l'une des plus importantes de la ville. | Niveau II  |            |              |
| Wang Tat Road, Fung Chi Tsuen (en), Wang Chau 22° 26′ 50″ N, 114° 01′ 15″ E                                    | Temple de Tin Hau de Fung Chi Tsuen (zh) (鳳池村天后宮) Construit avant 1908. | Niveau I   |            |              |
| Tung Tau Tsuen (en), Yuen Long Kau Hui 22° 26′ 52″ N, 114° 02′ 05″ E                                           | Temple de Tin Hau Temple de Tung Tau Tsuen Il est relié au temple de Kwun Yum à l'arrière, et ils sont considérés faisant partie d'un seul et même complexe. | Niveau III |            |              |
| Près de Deep Bay Road, Sha Kong Tsuen (沙江村), Lau Fau Shan (en) 22° 27′ 37″ N, 113° 58′ 45″ E                | Temple de Tin Hau de Sha Kong Tsuen (沙江天后廟) Construit dans les années 1800. | Niveau III |            |              |
| Wing Ping Tsuen (en), San Tin (en) 22° 29′ 55″ N, 114° 04′ 40″ E                                               | Temple de Tung Shan (zh) (東山古廟) Dédié à Tin Hau. Il a été restauré en 1894. C'est le temple d'alliance du village de tous les Man (en) (文) de San Tin. | Niveau III |            |              |
| Ma On Kong (en), Pat Heung (zh) 22° 24′ 44″ N, 114° 03′ 48″ E                                                  | Temple de Tin Hau de Ma On Kong (馬鞍崗天后廟) | Non listé  |            |              |
| Ng Uk Tsuen (en), Wang Chau 22° 27′ 53″ N, 114° 01′ 10″ E                                                      | Temple de Tin Hau de Tai Tseng Wai (大井圍天后古廟, 大井天后古廟) Construit en 1688. Restauré en 1981. Le temple est partagé par les trois villages de Tai Tseng Wai (en), Ng Uk Tsuen et Shing Uk Tsuen (en).                                                           | Non listé  |            |              |
| Nam Hang Pai (en) (南坑排), Shap Pat Heung (en), près de Tai Tong Road 22° 25′ 21″ N, 114° 01′ 52″ E           | Temple de Tin Hau de Nam Hang Pai (元朗南坑排天后宮) Situé le long du Sentier historique de Yuen Tsuen (en). | Non listé  |            |              |
| Ha Pak Nai (en) 22° 26′ 07″ N, 113° 56′ 50″ E                                                                  | | Non listé  |            |              |
| Fung Kat Heung Road, Fung Kat Heung (en), Kam Tin (en) 22° 27′ 29″ N, 114° 03′ 12″ E                           | Temple de Tin Hau de Fung Kat Heung (逢吉鄉天后宮) | Non listé  |            |              |
| No.62 Shui Mei Tsuen (en), Kam Tin (en) 22° 26′ 55″ N, 114° 03′ 41″ E                                          | Temple de Tin Hau de Shui Mei Tsuen (水尾村天后古廟}) Il est construit en 1745 et restauré en 1936 et 1968. | Niveau III |            |              |
| Au sommet d'une colline, près de Hung Ting Road (洪天路), Hung Shui Kiu 22° 26′ 15″ N, 114° 00′ 02″ E          | Temple de Tin Hau d'Hung Shui Kiu (洪水橋天后廟) | Non listé  |            |              |
| Mai Po Lung Tsuen, San Tin (en) 22° 29′ 32″ N, 114° 04′ 06″ E                                                  | Situé près du temple des héros de Shek Wu Wai (米埔隴 英雄古廟}) | Non listé  |            |              |
| Ma Tin Pok (馬田壆) 22° 26′ 15″ N, 114° 01′ 35″ E                                                              | Temple de Tin Hau de Ma Tin Pok (元朗馬田壆村天后宮) | Non listé  |            |              |